# Jaime Yaffé
Jaime Yaffé (30 de junio de 1967) es un politólogo y escritor uruguayo.
Estudió en la Universidad de la República.
Autor de varios libros de sobre temas políticos.
Yaffé fue jurado del Premio Bartolomé Hidalgo y recibió el Premio Legión del Libro otorgado por la Cámara Uruguaya del Libro.

## Libros
- 2004, La era progresista (con Adolfo Garcé)
- 2005, Al centro y adentro
- 2005, Vivos los llevaron
- 2022, El partido socialista del Uruguay desde sus orígenes hasta nuestros días (editor)